# La Torre Oscura IV: mago y cristal
Mago y Cristal (Wizard and Glass en el original en inglés y denominado La bola de cristal en su primera edición en español) es el cuarto libro en la serie de La Torre Oscura, de Stephen King. Este volumen se subtitula CONSIDERACIÓN. Quedó en la cuarta posición en la Encuesta Locus como mejor novela fantástica, que se realiza anualmente.

## Argumento
La novela empieza donde terminó Las Tierras Baldías. Luego de que Jake, Eddie, Susannah y Roland realizaran adivinanzas a Blaine el Mono infructuosamente por varias horas, Eddie vence a la computadora rampante haciendo bromas infantiles. Blaine es incapaz de manejar las adivinanzas "ilógicas" de Eddie, y tiene un cortocircuito.
Los cuatro pistoleros y Acho, el bilibrambo, desembarcan en la estación de trenes de Topeka, la cual, para su sorpresa, se ubica en la versión de Topeka, Kansas, de 1986. La ciudad se encuentra desierta, ya que esta versión del mundo fue despoblada por la gripe de la novela La danza de la muerte, de King. Conexiones entre estos libros también incluyen las siguientes referencias al Caminante de La danza de la muerte en la página 95: "Alguien había pintado con spray los dos letreros de señalización de la curva ascendente de la rampa. En el que decía ST. LOUIS 215, alguien había pintado en grandes trazos
negros 'ojo con el caminante'", entre otras. El mundo también tiene otras diferencias menores con el que Eddie, Jake y Susannah conocen (o más conocen); por ejemplo, el equipo de baseball de Kansas City son los Monarchs (en oposición a los Royals), y Nozz-A-La es una bebida gaseosa popular.
El ka-tet deja la ciudad a través de la autopista de Kansas, y mientras acampan una noche cerca de un misterioso agujero dimensional que Roland llama "raedura", el pistolero les cuenta a sus discípulos sobre su pasado, y su primer encuentro con uno de estos agujeros.
Al comienzo de la historia dentro de la historia, Roland, con 14 años, obtiene sus pistolas, un episodio que se cuenta nuevamente en El nacimiento del Pistolero, y se vuelve el pistolero más joven del cual se tenga memoria. Lo hizo porque descubrió al consejero de confianza de su padre, el hechicero Marten Broadcloak, teniendo una relación con su madre, Gabrielle Deschain. Enfurecido, Roland pone a prueba a su mentor Cort, en un duelo para ganar sus pistolas. Roland vence a su maestro, y su padre lo envía al este, lejos de Gilead, por su propia protección. Roland se marcha con dos compañeros, Cuthbert Allgood y Alain Johns.

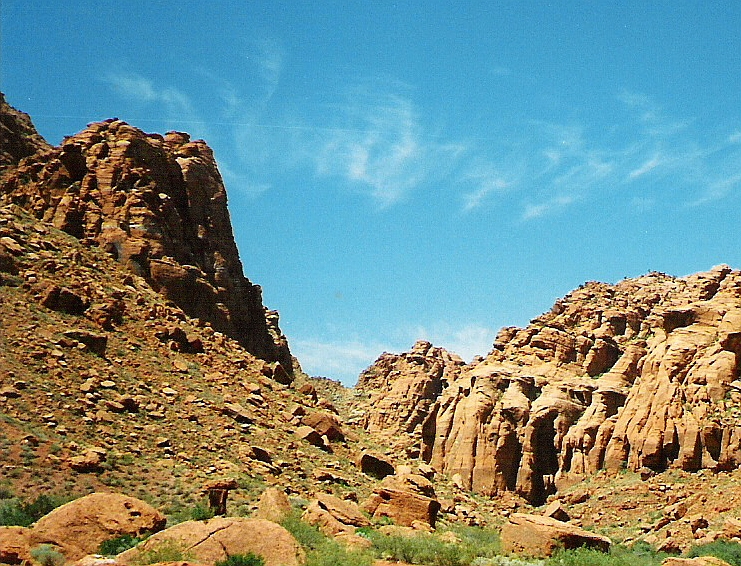
Roland tiende una trampa a sus enemigos en el Cañón de la Armella

Poco después de su arribo a la distante Baronía de Mejis, Roland se enamora de Susan Delgado, la "fulana" prometida del Alcalde Thorin. Su amor por Susan nubla su raciocinio por un tiempo y casi provoca una separación permanente entre el y su previamente inseparable amigo Cuthbert. Él y su ka-tet también descubren un complot entre la élite de la Baronía y John Farson, el "Hombre Bueno", líder de una facción rebelde, con el objetivo de obtener combustible de Mejis para utilizar en las máquinas de guerra de Farson. Luego de ser capturados por las autoridades y de ser acusados falsamente por la muerte del Alcalde y del Canciller de la Baronía, el ka-tet de Roland logra escapar de prisión con la ayuda de Susan y destruir el combustible y el destacamento enviado por Farson para trasladarlo, al igual que los traidores de Mejis. La batalla termina en el Cañón de la Armella, donde las tropas de Farson son maniobrados para llevarlos a su muerte dentro de una raedura.
El ka-tet también captura la bola de cristal color rosa de Merlín, un globo o bola de cristal mística y malévola, de manos de la bruja del pueblo, Rhea de Coos. La bola ha inducido a Rhea en un trance tan profundo que estaba sufriendo de hambre, al igual que sus mascotas, ya que pasaba cada momento libre mirando las visiones en el globo. Más tarde, el cristal muestra a Roland una visión sobre su futuro, y también sobre la muerte de Susan (que es quemada como sacrificio de la siega por ser cómplice de Roland). Las visiones lo ponen en trance (en el cual la bola lo tormenta con otras visiones, esta vez con eventos en los que no estuvo presente pero que, sin embargo, marcaron su destino y el de Susan, porque tal es su fuerza), del cual finalmente se recupera. Así el triste relato de Roland llega a su fin.
En la mañana, el nuevo ka-tet de Roland llega a la Ciudad Esmeralda, un lugar sospechosamente familiar. El paralelismo con El Mago de Oz continúa adentro, donde se revela que el Mago es Marten Broadcloak, también conocido como Randall Flagg, quien huye cuando Roland intenta asesinarlo con la Ruger de Jake y erra por poco (Flagg había embrujado las propias pistolas de Roland, diciendo "contra mí no te servirá. Contra mí fallará, Roland, viejo amigo"). En su lugar deja el Pomelo de Merlín, el cual muestra al ka-tet el día en que Roland accidentalmente asesinó a su propia madre. Roland, como se explicó una y otra vez, tiende a ser una muy mala medicina para sus amigos y seres queridos. Sin embargo, cuando se les da la opción, Eddie, Susannah y Jake se niegan a abandonar la búsqueda; y mientras la novela culmina, el ka-tet sale una vez más hacia la Torre Oscura, siguiendo el Camino del Haz.

## Ilustraciones
Dave McKean creó dieciocho ilustraciones para La Torre Oscura IV: Mago y Cristal. Las dieciocho ilustraciones originales aparecen solo en la primera edición en tapa dura, publicada en 1997. Todas las ediciones subsecuentes de la novela en formato comercial de bolsillo incluyen solo doce ilustraciones por Dave McKean. Las ediciones masivas en formato de bolsillo no incluyen ninguna de las ilustraciones.